# Bactrocera amoenus
Bactrocera amoenus
 es una especie de díptero que Drew describió por primera vez en 1972. Bactrocera amoenus pertenece al género Bactrocera de la familia Tephritidae.